# Тоталитарный роман
«Тоталитарный роман» — российский художественный фильм, поставленный режиссёром Вячеславом Сорокиным в 1998 году. Картина, снимавшаяся по сценарию Марины Мареевой в течение четырёх лет, рассказывает о любви столичного диссидента и сотрудницы провинциального Дворца культуры. Лента, жанр которой обозначен кинокритиками как русская мелодрама, была показана на нескольких кинофестивалях, получила ряд наград и вызвала определённый резонанс в прессе.
Премьера состоялась 22 октября 1998 года в Центральном доме кино. Через пятнадцать лет — осенью 2013 года — фильм был повторно представлен на кинофестивале «Сталкер».

## Сюжет
Действие происходит в 1968 году в небольшом городке, находящемся за тысячи километров от Москвы. Молодая женщина Надя Тельникова (Галина Бокашевская) работает методистом в местном Дворце культуры, возглавляет клуб женщин-общественниц, устраивает лекции по линии общества «Знание». У Нади есть дочка, отданная в детский сад на пятидневку, и кавалер Саша (Александр Малныкин), имеющий «серьёзные намерения».
В один из дней герои встречаются возле кинотеатра, чтобы посмотреть фильм «Три тополя на Плющихе». На площадке возле кинотеатра происходит знакомство Тельниковой с москвичом Андреем Осокиным (Сергей Юшкевич). Герои, казалось бы, несовместимы во всём: Надя, будучи убеждённой коммунисткой, искренне переживает за женщин из капиталистического лагеря — Андрей высмеивает её взгляды. Она любит песни из кинофильмов Леонида Гайдая — он предлагает ей слушать идеологически чуждую музыку: «I want you, I love you, I need you». Тем не менее Надя постепенно привыкает к москвичу, который уверяет, что приехал в их город для того, чтобы ухаживать за больной тёткой.
Правда открывается в местном отделении КГБ: следователь объясняет Наде, что Осокин — участник антисоветской группировки, которая во время чехословацких событий действовала против общественного строя. Наде предлагают не разрывать с ним отношений, а, напротив, продолжать встречаться для того, чтобы обезвредить остальных. Так героиня оказывается в ситуации сложного внутреннего выбора. Её естественному порыву — быть рядом с любимым — противостоит сила обстоятельств: Андрей ради поддержки оставшихся в Москве товарищей уезжает, так и не узнав, что Надя от переживаний потеряла их неродившегося ребёнка. А принесённая подростками во Дворец культуры магнитофонная запись песни «Michelle» вызывает в героине всплеск отчаянных воспоминаний.

## В ролях
| Актёр                | Роль                                |
| -------------------- | ----------------------------------- |
| Галина Бокашевская   | Надя Тельникова                     |
| Сергей Юшкевич       | Андрей Осокин                       |
| Светлана Крючкова    | Полина директор Дворца культуры     |
| Александр Малныкин   | Саша Надин ухажёр                   |
| Ольга Волкова        | Гертруда Оттовна Лемке тётка Андрея |
| Александр Лыков      | Андрей Иванович следователь КГБ     |
| Тамара Уржумова      | мать Андрея                         |
| Юлия Скряга          | Оля дочь Нади                       |
| Зоя Буряк            | эпизод                              |
| Михаил Гуро          | Аркадий эпизод                      |
| Кира Крейлис-Петрова | эпизод                              |
| Владимир Рублёв      | офицер КГБ эпизод                   |
| Анатолий Худолеев    | Анатолий Григорьевич эпизод         |

## Съёмочная группа
- Вячеслав Сорокин — режиссёр
- Марина Мареева — автор сценария
- Сергей Астахов, Валерий Миронов — операторы
- Владимир Банных — художник
- Вадим Биберган — композитор
- Леонид Гавриченко — звукорежиссёр

## Отзывы и рецензии
Дискутируя о принадлежности «Тоталитарного романа» к тому или иному виду игрового кино, кинокритики предлагали различные определения, показывающие размытость жанра ленты. Так, Марина Дроздова («Сеанс») полагала, что после появления на экране следователя КГБ произошло перекодирование мелодрамы в высокую трагедию.
Редкий случай: картина одновременно и простодушная, и изысканная. Эрос вообще любит препятствия, и в жар соблазна, охвативший московского художника-диссидента и методистку провинциального Дома культуры, веришь благодаря чудесным работам Сергея Юшкевича и Галины Бокашевской. «Тоталитарный роман» — памятник настоящей советской женщине. Посмертно.
Людмила Донец («Искусство кино») увидела в картине элементы как мелодрамы, так и психологической драмы; в процессе работы произошло слияние жанров, и режиссёру пришлось «дрейфовать между двумя типами сюжетосложения». Движение к русской мелодраме, по мнению киноведа, началось от строчек «I need you». Сама же композиция «Michelle», проходящая через всю фабулу картины, становится главной музыкальной темой: сначала Андрей напевает несколько строк этой песни, чтобы побороть Надину «гражданскую глухоту-слепоту», а после отъезда героя его возлюбленная сама узнаёт мотив на магнитофонной плёнке.
Кинематографические параллели, по мнению рецензентов, касаются прежде всего «эпиграфа» — фильма «Три тополя на Плющихе», персонажи которых — Нюра и водитель такси — стали «аналогами» ленты Вячеслава Сорокина. Но если героиня Дорониной, возвращаясь в семью, выбирает «патриархальную систему ценностей», то Надя, наоборот, «жертвует собой ради любви».
В то же время Игорь Манцов («Новейшая история отечественного кино») видит определённое родство Нади и с героинями Иосифа Хейфица, Александра Зархи, Киры Муратовой и Глеба Панфилова, которые в своё время уже «отыграли» в собственных лентах подобный женский тип. Не осталась в стороне и героиня фильма Григория Чухрая — киновед Виктор Матизен, упомянув про Марютку, полюбившую поручика вместе с его белогвардейской культурой, заметил, что и советская труженица «идеологического фронта» должна была принять «культуру заезжего диссидента, а не только его столичную фактуру».
Исполнительница роли Нади Галина Бокашевская удостоилась отдельных оценок кинокритиков. Так, Наталья Сиривля отметила сыгранные ею «и страсть, и страх, и бабью жалость, и пафосную официальность идеологического работника среднего звена», а Сергей Лаврентьев («Новая газета») назвал роль Нади лучшей в российском кинематографе 1990-х годов.
Одобрительные отзывы перемежались с критическими замечаниями в адрес создателей фильма. Киновед Мирон Черненко не обнаружил на экране «ощущения реальности» — по его словам, роман в ленте стоял отдельно от тоталитаризма. Александр Трошин с сожалением констатировал, что в «волнующе-правдоподобной истории» некоторые «романные» вопросы остались открытыми. Зара Абдуллаева не увидела в ленте ничего, кроме «поверхностной стилизации». Андрей Шемякин пришёл к выводу, что сценарист и режиссёр картины не пересеклись в рассказе: каждый пытался донести до зрителя свою историю, и точек для их соприкосновения оказалось немного. По мнению Людмилы Донец, некоторые сюжетные линии оказались неразработанными: дочка Нади обозначена формально, движение образа матери Андрея развивалось «слишком стремительно и непонятно», кое-где ощущался избыточный «мелодраматический нажим».
Своеобразным ответом многим критикам стала публикация Андрея Плахова («Коммерсантъ»), который, увидев в «Тоталитарном романе» соединение наивно-архаичной формы и стилизации под неё, назвал ленту Сорокина образцом «добротного питерского реализма», в котором ностальгическая ирония не доходит до сарказма.

## Награды и фестивали
- Кинопремия «Золотой овен» (1998) — премия «За лучший сценарий» (Марина Мареева)
- Открытый фестиваль кино стран СНГ и Балтии «Киношок» (1998):

Гран-при (Вячеслав Сорокин)
приз «За лучшую женскую роль» (Галина Бокашевская)
- Кинофестиваль «Сталкер» (1998) — приз «За возвращение к лучшим традициям отечественного кино» (Вячеслав Сорокин)
- Международный кинофестиваль «Листопад» (Минск, 1998) — приз жюри кинематографистов (Вячеслав Сорокин)
- Конкурс профессиональных премий киностудии «Ленфильм» «Медный всадник» (1998):

премия имени И. Волка за лучшую работу звукорежиссёра (Леонид Гавриченко)
премия имени А. Москвина за лучшую операторскую работу (Сергей Астахов)
- Международный актёрский кинофестиваль «Стожары» (Киев, 1999) — приз «За лучшую женскую роль» (Галина Бокашевская)
- Кинопремия «Ника» (1999):

номинация «Лучший игровой фильм»
номинация «Лучшая женская роль» (Галина Бокашевская)
номинация «Лучшая роль второго плана» (Светлана Крючкова)
номинация «Лучший сценарий»